# 梅普爾格羅夫 (密蘇里州)
梅普爾格羅夫（英語：Maple Grove）是位於美國密蘇里州賈斯珀縣的非建制地區。

## 歷史
梅普爾格羅夫的郵局於1879年設立，其後於1901年停運。

## 地理
梅普爾格羅夫所處的海拔為高於海平面335米（即1099英呎），而該地所採用的時區為UTC-6，即北美中部時區（CST）。同時該地設有夏令時間，為UTC-6調快一小時，即UTC-5（CDT）。